# Lonchocarpus pubescens
Lonchocarpus pubescens là một loài thực vật có hoa trong họ Đậu. Loài này được (Willd.) DC. miêu tả khoa học đầu tiên năm 1825.